# Jacuzzi (canción)
Jacuzzi es una canción de la cantante colombiana Greeicy y la cantante y compositora brasileña Anitta, después de que la cantante Greeicy haya colaborado con el cantante Feid con la canción Perfecta y después de que la cantante Anitta haya cantado en un concierto con la cantante Camila Cabello.
El surgimiento de la canción surgió cuando se encontraron ellas y muchas cantantes latinas en un concierto de beneficencia, aunque la canción no fue una revolución en su semana de estreno a lo largo del tiempo fue mejorando y subiendo

## Fondo
Es un fondo negro con unos toques de iluminación, en unas escenas la luz se vuelve morada y toma un tono tropical, en las escenas después del coro las dos cantantes están entre la lluvia y en las escenas finales aparecen en una cama con sábanas blancas.

## Posicionamiento en listas
| Lista (2018)                 | Máx. Posición |
| ---------------------------- | ------------- |
| Colombia (Monitor Latino)    | 1             |
| Colombia (National-Report)   | 1             |
| Ecuador (Monitor Latino)     | 2             |
| Ecuador (National Report)    | 10            |
| El Salvador (Monitor Latino) | 15            |
| Francia (SNEP)               | 185           |
| Guatemala (Monitor Latino)   | 5             |
| Honduras (Monitor Latino)    | 6             |
| Italia (FIMI)                | 76            |
| México Airplay (Billboard)   | 16            |
| Panamá (Monitor Latino)      | 6             |
| Perú (Monitor Latino)        | 13            |
| España (PROMUSICAE)          | 19            |
| Venezuela (National Report)  | 40            |

## Créditos
- Voz: Greeicy, Anitta
- Letra: Greeicy, Mike Bahía
- Música: YouTube, Spotify
- Video Musical: https://www.youtube.com/watch?v=PngECGTQWOM

## Letra
La letra de la canción habla de como la cantante Greeicy no quería ir a una fiesta, pero fue y ahí conoció a Anitta en una Barra entonces habla de que apagaron las luces y se miraron un rato y ella le propuso: Yo tengo Vino en la casa y ya va llegando el Uber entonces jugaron a ver que pasa y terminaron en el Jacuzzi